# 1923 Osiris
1923 Osiris è un asteroide della fascia principale del diametro medio di circa 13,11 km. Scoperto nel 1960, presenta un'orbita caratterizzata da un semiasse maggiore pari a 2,4355381 UA e da un'eccentricità di 0,0639421, inclinata di 4,95505° rispetto all'eclittica.